# 宝箧经
《寶篋經》，全稱《大方廣寶篋經》，佛教經典，載《大正新脩大藏經·經集部》，共三卷。 《歷代三寶紀》稱是劉宋求那跋陀羅譯，彥琮的《眾經目錄》則未列出譯者。竺法護《文殊師利現寶藏經》為同本異譯。
該經講述佛陀到祗園說法，文殊菩薩後來與須菩提應答，而使之默，舍利弗、目犍連等各述文殊的智慧與辯才。